# Rufus
Pour les articles homonymes, voir Narcy et Rufus (homonymie).
Jacques Narcy, dit Rufus, est un acteur et humoriste français, né le 19 décembre 1942 à Riom. Souvent employé au cinéma dans des rôles de doux rêveur, il participe aussi à l'émergence du Café théâtre dans les années 1970 et on le retrouve à l'affiche dans plusieurs comédies populaires mais aussi des films à l'esprit plus libertaire comme notamment Au long de rivière Fango de Sotha, Lily aime-moi de Maurice Dugowson ou encore Jonas qui aura 25 ans en l'an 2000 d'Alain Tanner. Il tourne aussi pour des réalisateurs reconnus comme Claude Autant-Lara, Jacques Demy, Jules Dassin, Yves Boisset, José Giovanni, Claude Lelouch, Jean-Luc Godard ou encore Jean-Pierre Jeunet et Marc Caro.

## Biographie

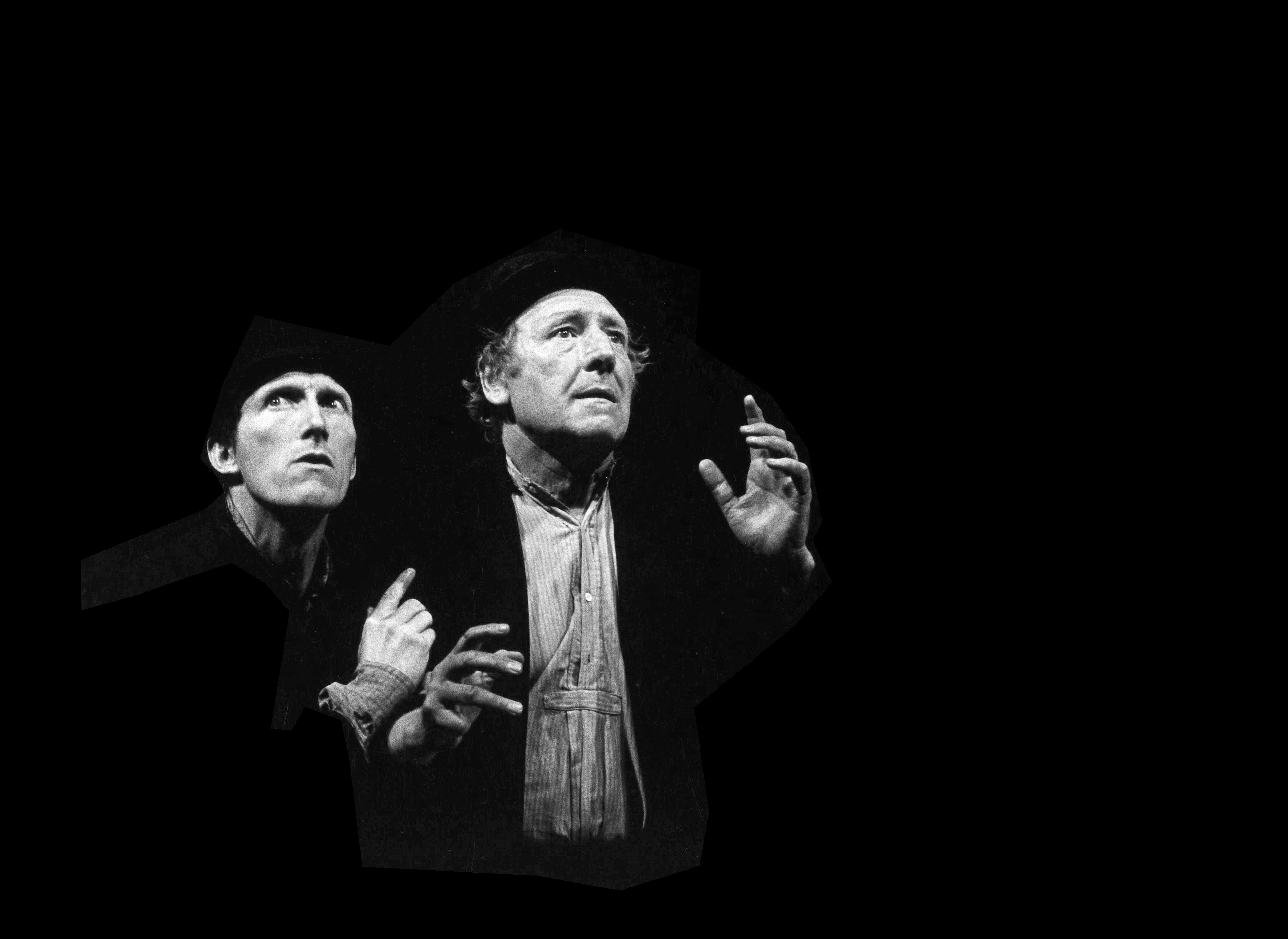
Rufus en 1978, avec Georges Wilson, dans En attendant Godot, au festival d'Avignon.

Après trois années d’études de médecine, Jacques Narcy éprouve l'envie de changer de carrière et même d'identité à la suite d'un chagrin d'amour. Il prend alors le pseudonyme de Rufus en référénce au personnage homonyme « tête-de-Turc » de la classe du Petit Nicolas de Sempé et devient régisseur de théâtre.

Il habite à Neauphle-le-Château dans les Yvelines et a trois enfants : Zoé Narcy (artiste de théâtre), Basile Narcy (artiste pluridisciplinaire, membre fondateur de la compagnie Akoreacro) et Rosalie Narcy.
Militant écologiste, il s’est présenté aux élections européennes de juin 2009 en 26e position de la liste Europe Écologie.
Rufus a été la seule personnalité à répondre à l'invitation de Nicolas Hulot pour effectuer un saut à l'élastique pour l'émission Ushuaïa, le magazine de l'extrême[Quand ?].
Féru d’aviation, il est pilote de planeur. Il a participé à de nombreuses compétitions de planeur.
Il a une maison à Roussillon depuis quarante ans.

### Carrière de comédien

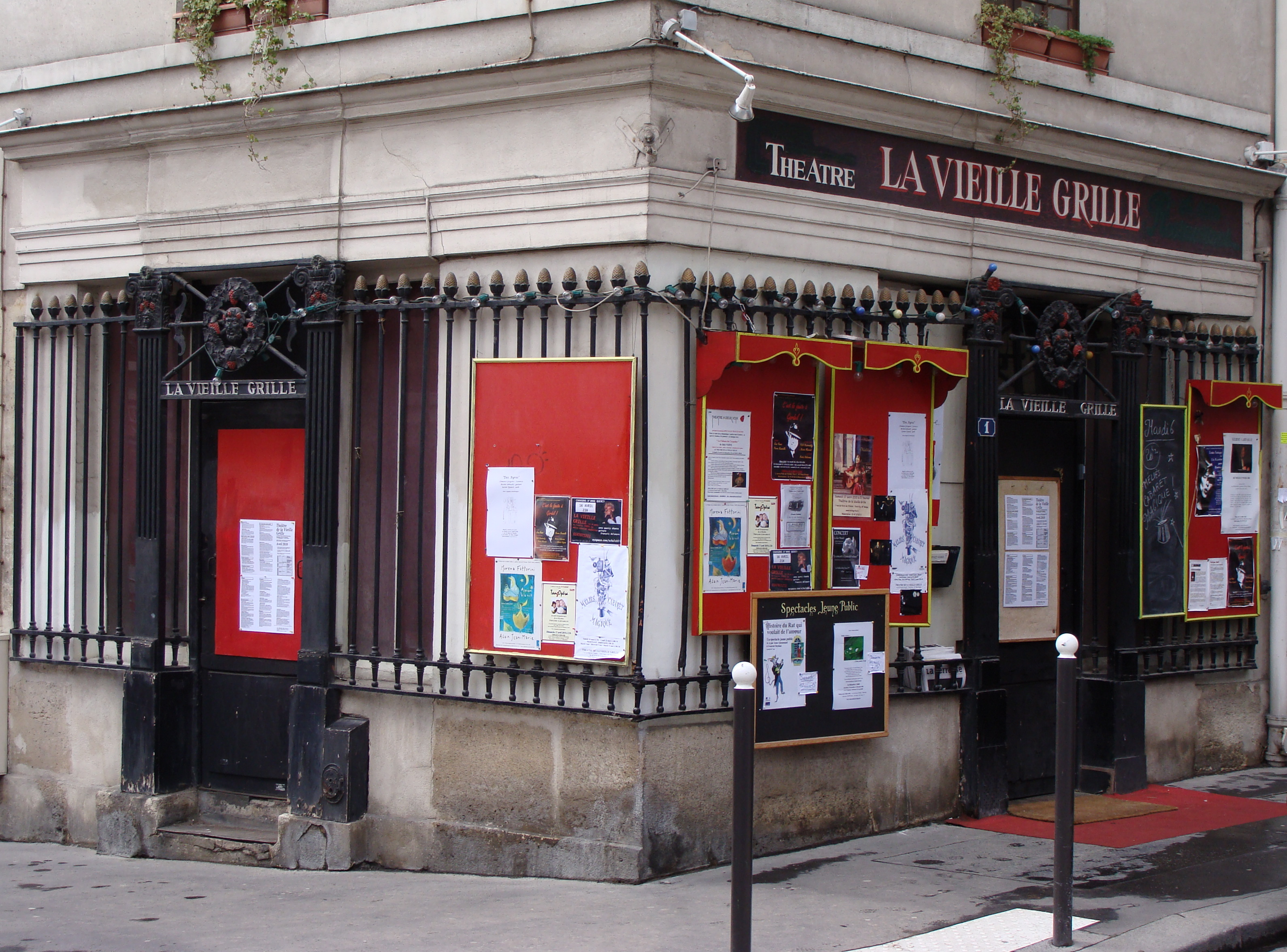
Le cabaret de la Vieille Grille à Paris, où Rufus s'est produit au début de sa carrière.

Avec un physique de Pierrot lunaire, il se produit aux côtés de Brigitte Fontaine et Jacques Higelin, puis souvent seul en scène dans des spectacles comiques. Il tient également, depuis 1967, des seconds rôles au café-théâtre dans la bande du Café de la Gare de Coluche et Romain Bouteille.
Il fait ses débuts au cinéma en 1967. En 1973, il joue dans L’Histoire très bonne et très joyeuse de Colinot Trousse-Chemise, de Nina Companeez. Rufus joue en 1974 aux côtés de Bulle Ogier dans Mariage, de Claude Lelouch, et devient célèbre en 1975 avec Lily aime-moi, de Maurice Dugowson.
Ses apparitions cinématographiques récentes les plus notables sont : le fabricant de boîtes à meuh dans Delicatessen (1991), le Thénardier dans Les Misérables (1995) de Claude Lelouch, le soldat musicien dans Le Radeau de la Méduse (1998) d’Iradj Azimi, Mordechai dans Train de vie, le père d’Amélie dans Le Fabuleux Destin d'Amélie Poulain (2001) et le conseiller du calife dans Iznogoud (2005).

## Filmographie

### Cinéma

#### Années 1960
- 1968 : Les Encerclés de Christian Gion
- 1968 : L'amour c'est gai, l'amour c'est triste de Jean-Daniel Pollet
- 1969 : Les Patates de Claude Autant-Lara
- 1969 : Mister Freedom de William Klein
- 1969 : L’Américain de Marcel Bozzuffi
- 1969 : Erotissimo de Gérard Pirès : le comptable

#### Années 1970
- 1970 : Nous n'irons plus au bois de Georges Dumoulin
- 1970 : La Promesse de l'aube (Promise at Dawn) de Jules Dassin
- 1970 : Peau d'âne de Jacques Demy
- 1970 : Cran d'arrêt d'Yves Boisset
- 1970 : Un condé d'Yves Boisset
- 1970 : Un aller simple de José Giovanni
- 1971 : Laisse aller... c'est une valse de Georges Lautner : Mr Fairclouth, le professeur d'anglais
- 1971 : L'Alliance de Christian de Chalonge
- 1971 : Fantasia chez les ploucs de Gérard Pirès :  Wesson
- 1971 : Valparaiso, Valparaiso de Pascal Aubier
- 1971 : Aussi loin que l'amour de Frédéric Rossif
- 1971 : Où est passé Tom ? de José Giovanni : Tom Coupar
- 1972 : Les Camisards, de René Allio
- 1973 : La Vie facile de Francis Warin
- 1973 : Miss Paris et le majordome de Georges Dumoulin (court métrage)
- 1973 : L'Histoire très bonne et très joyeuse de Colinot trousse-chemise de Nina Companeez
- 1974 : Mariage de Claude Lelouch
- 1974 : Un nuage entre les dents de Marco Pico
- 1975 : Lily aime-moi de Maurice Dugowson
- 1975 : L'Infidèle (La adúltera) de Roberto Bodegas
- 1975 : Au long de rivière Fango de Sotha
- 1975 : Le Chant du départ de Pascal Aubier
- 1975 : Trop c'est trop de Didier Kaminka
- 1976 : Jonas qui aura 25 ans en l'an 2000 d'Alain Tanner
- 1976 : Le Locataire de Roman Polanski
- 1977 : Il était une fois la légion de Dick Richards
- 1978 : Chaussette surprise de Jean-François Davy
- 1978 : La Part du feu d'Étienne Périer
- 1979 : La Ville à prendre de Patrick Brunie (voix)
- 1979 : Zoo zéro, d'Alain Fleischer
- 1979 : La Guerre des polices de Robin Davis

#### Années 1980
- 1980 : La Chanson du mal-aimé de  Claude Weisz
- 1983 : Itinéraire bis de Christian Drillaud
- 1983 : Eréndira de Ruy Guerra
- 1984 : Xueiv de Patrick Brunie
- 1987 : Poisons de Pierre Maillard
- 1987 : Ubac de Jean-Pierre Grasset
- 1987 : Soigne ta droite de Jean-Luc Godard

#### Années 1990
- 1990 : L'Autrichienne de Pierre Granier-Deferre
- 1990 : Lacenaire de Francis Girod
- 1990 : Promotion canapé de Didier Kaminka
- 1991 : Delicatessen de Jean-Pierre Jeunet et Marc Caro
- 1994 : Joe et Marie de Tania Stöcklin
- 1994 : Le Mangeur de lune de Sijie Dai
- 1994 : La Cité des enfants perdus de Jean-Pierre Jeunet et Marc Caro
- 1995 : Les Misérables de Claude Lelouch
- 1997 : Metroland de Philip Saville
- 1997 : Que la lumière soit ! d'Arthur Joffé
- 1997 : C'est la tangente que je préfère de Charlotte Silvera
- 1998 : Train de vie de Radu Mihaileanu
- 1998 : Le Radeau de la Méduse d'Iradj Azimi

#### Années 2000
- 2001 : Mon père, il m'a sauvé la vie de José Giovanni
- 2001 : Le Fabuleux Destin d'Amélie Poulain de Jean-Pierre Jeunet
- 2002 : Ce jour-là de Raoul Ruiz
- 2004 : Madame Édouard de Nadine Monfils
- 2004 : Le Grand Rôle de Steve Suissa
- 2004 : Un long dimanche de fiançailles de Jean-Pierre Jeunet
- 2004 : À ton image d'Aruna Villiers
- 2004 : Iznogoud de Patrick Braoudé
- 2005 : Qui m'aime me suive de Benoît Cohen
- 2006 : Du jour au lendemain de Philippe le Guay
- 2006 : Les Aiguilles rouges de Jean-François Davy
- 2006 : Les Irréductibles de Renaud Bertrand
- 2007 : Sa Majesté Minor de Jean-Jacques Annaud
- 2007 : Ma vie n'est pas une comédie romantique de Marc Gibaja
- 2008 : Mes stars et moi de Laetitia Colombani
- 2009 : King Guillaume de Pierre-François Martin-Laval
- 2009 : Tricheuse de Jean-François Davy

#### Années 2010
- 2010 : Liberté de Tony Gatlif
- 2010 : Carnets de rêves de Baptiste Gourden
- 2011 : Les Insomniaques de Jean-Pierre Mocky
- 2011 : Crédit pour tous de Jean-Pierre Mocky
- 2011 : Je m'appelle Bernadette de Jean Sagols
- 2012 : Dix Jours en or de Nicolas Brossette
- 2012 : À votre bon cœur, mesdames de Jean-Pierre Mocky
- 2012 : Les Parapluies migrateurs de Mélanie Laleu, court-métrage
- 2013 : Je veille sur vous d'Élodie Fiabane, court-métrage
- 2013 : Pas très normales activités de Maurice Barthélemy
- 2013 : Marius de Daniel Auteuil
- 2013 : La Marche de Nabil Ben Yadir
- 2013 : Par les soirs bleus d'été de Nicolas Barth, court-métrage
- 2014 : Soleils d'Olivier Delahaye et Dani Kouyaté
- 2014 : Salaud on t'aime de Claude Lelouch
- 2015 : Chant d'hiver (Winter Song) d'Otar Iosseliani
- 2016 : Bienvenue à Marly-Gomont de Julien Rambaldi
- 2016 : Vive la crise de Jean-François Davy
- 2017 : Chacun sa vie de Claude Lelouch
- 2017 : Knock de Lorraine Lévy
- 2019 : Au nom de la terre d'Edouard Bergeon
- 2019 : Oubli de Léopold Bellanger, court-métrage.
- 2019 : La Vertu des impondérables de Claude Lelouch

#### Années 2020
- 2020 : Mine de rien de Mathias Mlekuz
- 2020 : Ibrahim de Samir Guesmi
- 2022 : Reprise en main de Gilles Perret
- 2022 : Avant de partir de Patrice Rolet (court métrage)

### Télévision

#### Années 1970
- 1970 : Les Saintes chéries (3 épisodes)
- 1970 : Rendez-vous à Badenberg de Jean-Michel Meurice

#### Années 1980
- 1985 : Tatort (1 épisode)
- 1985 : Série noire : Le Tueur du dimanche de José Giovanni
- 1988 : Sueurs froides (1 épisode)
- 1988 : Les Enquêtes du commissaire Maigret : Maigret et le Voleur paresseux de Jean-Marie Coldefy
- 1989 : Femme de papier de Suzanne Schiffman
- 1989 : Mary de Cork de Robin Davis

#### Années 1990
- 1990 : La Goutte d'or de Marcel Bluwal
- 1990 : Le Gorille (1 épisode)
- 1992 : Parfum de bébé de Serge Meynard
- 1992 : Coup de chance de Pierre Aknine
- 1992 : Escapade à Paris de Sylvia Hoffmann
- 1992 : Maguy, épisode Boudeau sauvé des us : Moïse
- 1993 : La Face cachée de Christina d'Oliver Storz
- 1994 : L'amour est un jeu d'enfant de Pierre Grimblat
- 1995 : Le Nid tombé de l'oiseau d'Alain Schwartzstein
- 1996 : Troubles (Strangers) : Dr Hoskin
- 1996 : Le Feu sous la glace de Françoise Decaux-Thomelet
- 1996 : La Comète de Claude Santelli
- 1996 : Crime à l'altimètre de José Giovanni
- 1996 : La Guerre des moutons de Rémy Burkel
- 1996 : Tendre piège de Serge Moati
- 1996 : Julie Lescaut, épisode 1 saison 5, Propagande noire d'Alain Bonnot : Bélanger
- 1997 : Une soupe aux herbes sauvages d'Alain Bonnot
- 1998 : De père en fils, de Jérôme Foulon
- 1999 : Maison de famille de Serge Moati

#### Années 2000
- 2002 : Juliette Lesage, médecine pour tous (série en 3 épisodes)
- 2003 : Saint-Germain ou la Négociation, de Gérard Corbiau
- 2003 : Les Contes de l'horloge magique, de Ladislas Starewitch (narrateur)
- 2003 : Commissaire  Meyer : A la vie, à la mort : Le commissaire François Meyer [5]
- 2003 : Daddy de Giacomo Battiato
- 2004 : Bonhomme de chemin de Frédéric Mermoud
- 2006 : La Volière aux enfants d'Olivier Guignard
- 2006 : Le Sang noir de Peter Kassovitz. Prix du meilleur scénario et prix de la meilleure interprétation pour Rufus, au festival de Luchon.
- 2006 : Les Vauriens de Dominique Ladoge
- 2006 : Le Cri d'Hervé Baslé
- 2008 : Myster Mocky présente de Jean-Pierre Mocky (1 épisode)
- 2008 : La Reine et le Cardinal, de Marc Rivière
- 2009 : Colère de Jean-Pierre Mocky
- 2009 : L'Internat (mini-série)

#### Années 2010
- 2010 : Profilage (1 épisode)
- 2011 : La Part des anges de Sylvain Monod
- 2011 : Le Sang de la vigne de Marc Rivière
- 2011 : Le Repaire de la vouivre d'Edwin Baily
- 2011 : Je retourne chez ma mère de Williams Crépin
- 2013 : Cherif (série)
- 2014 : La Déesse aux cent bras de Sylvain Monod
- 2016 : Noir enigma de Manuel Boursinhac
- 2017 : Plus belle la vie (saison 14) : Yves Coplain
- 2018 : L'Art du crime (saison 2, Enquête 3 - Le peintre du diable) : Père Christophe

#### Années 2020
- depuis 2021 : HPI de Vincent Jamain et Laurent Tuel : Henri
- 2021 : court-métrage Dernière valse de Jean-Baptiste Delannoy
- 2021 : Une affaire française de Christophe Lamotte : Gendarme Féru
- 2022 : Avant de partir de Patrice Rolet (Court métrage)
- 2024 : Un père idéal d'Hélène Fillières : L'évêque
- 2024 : César Wagner (épisode 11, « Hors jeu ») d'Émilie et Sarah Barbault : Stanislas

## Théâtre

### Comme dramaturge
- 1966 : Maman j’ai peur, coécrit avec Jacques Higelin et Brigitte Fontaine, mise en scène Sotha, Studio des Champs-Élysées
- 1969 : Les enfants sont tous fous, coécrit avec Brigitte Fontaine
- 1969 : 300 dernières, repris en one man Show à Bobino en 1972.

### Comme acteur (sélection)
- 1973 : Le Quichotte Chevalier d'errance d'après Miguel de Cervantès, mise en scène Gabriel Garran, Festival d'Avignon, Théâtre Gérard Philipe
- 1974 : Le Suicidaire de Nikolaï Erdman, mise en scène Jean-Pierre Granval, Théâtre Récamier
- 1978, 1979 : En attendant Godot, de Samuel Beckett, mise en scène Otomar Krejča, cour d’honneur du palais des Papes Festival d’Avignon
- 1985 : Dieu, Shakespeare et moi de Woody Allen, mise en scène Jean-Louis Terrangle, Théâtre de la Porte Saint Martin
- 1989 : En attendant Godot de Walter D. Asmus
- 1995 : Fin de partie de Samuel Beckett, mise en scène Armand Delcampe, Théâtre de l'Atelier
- 1996 : Fin de partie de Samuel Beckett, mise en scène Armand Delcampe, Théâtre des Célestins, tournée
- 1998 : Le Visiteur d'Éric-Emmanuel Schmitt, mise en scène Daniel Roussel, Théâtre Marigny
- 1999 : Hôtel des deux mondes d'Éric-Emmanuel Schmitt, mise en scène Daniel Roussel, Théâtre Marigny
- 2002 : La Preuve de David Auburn, mise en scène Bernard Murat, Théâtre des Mathurins
- 2004 : Rufus joue les fantaisistes, mise en scène Philippe Adrien, Théâtre La Bruyère
- 2008 : Héloïse de Patrick Cauvin, mise en scène Patrice Leconte, Théâtre de l'Atelier
- 2010 : Colombe de Jean Anouilh, mise en scène Michel Fagadau, Comédie des Champs-Élysées
- 2011 : Colombe de Jean Anouilh, mise en scène Michel Fagadau, tournée
- 2013 : Mur d'Amanda Sthers, mise en scène Anne Bourgeois, Petit Théâtre de Paris
- 2013 : Rufus joue les jaillissantes de Rufus, mise en scène Jacques Narcy, Le Funambule-Montmartre
- 2018 : Et hop, les guérisseurs ! de Rufus et Richard Martin, théâtre du Balcon au festival off d'Avignon
- 2019 : La piste de l'Utopiste de Rufus, théâtre Toursky / théâtre du Balcon
- 2021 : La piste de l'Utopiste de Rufus, théâtre du Balcon au festival off d'Avignon

## Publications

### Comme auteur
- Rufus a un petit vélo, faites passer, Robert Laffont, 1979.
- Rufus se livre, texte de scène, Presses de la Cité, 1991.
- Oscar Tango, Éditions de la Différence, 1991.
- Cent et une histoires pour séduire Didar, Seghers, 1992.
- Les poissons meurent de soif (ne me dites pas que…), illustrations de Bernard-Michel Palazon, collection « Spectacles », Actes Sud Junior, 2001.
- En tout cas. L’amour qui passe et autres contes, illustrations de Bruno Théry, collection « Les Grands Livres », Actes Sud Junior, 2002.
- Si Dieu meurt, je ne lui survivrai pas. Roman méchant, collection « Facéties », L’Arganier, 2005, réédition éd. Ramsay, 2007.
- L'ivre de Rufus, à mettre en musique. Roussillon, éd. Oscar Tango, 2012.
- Alfera et Rufus aussi, Editions Scriptoria, 2016

### Comme interprète
Rufus est le narrateur du livre-cd Mon Roman de Renart de Xavier Kawa-Topor, édition Actes Sud, 2003.

## Œuvre radiophonique
- Les enfants sont tous fous (coécrit avec Brigitte Fontaine), 1968
- Le Chat du rabbin de Joann Sfar, France Culture, 2013

## Distinctions

### Récompenses
- Festival Jean Carmet de Moulins 2003 : Meilleur second rôle masculin (Prix du Jury) pour Comme si de rien n'était
- Festival de la fiction TV de La Rochelle 2011 : Meilleure interprétation masculine pour La Part des anges [6].

### Nominations
- César 2002 : César du meilleur acteur dans un second rôle pour Le Fabuleux Destin d'Amélie Poulain

### Honneurs
Rufus est officiellement intronisé à l'académie Alphonse Allais le 10 mai 2014 à Honfleur.

### Décorations
- Commandeur de l'ordre des Arts et des Lettres. Il est promu au grade de commandeur le 17 janvier 2013[8].
- Commandeur de l'ordre national du Mérite[9]